# Federala staten Nya Ryssland
Federala staten Nya Ryssland, (ryska: Федеративное государство Новороссия/Federativnoe gosudarstvo Novorossija; ukrainska: Федеративна держава Новоросія/Federativna derzhava Novorossia) även benämnd som Folkrepublikernas union eller Folkrepubliken DNR, var en icke-erkänd konfederation av icke-erkända stater som skapades 24 maj 2014 med de nyligen bildade Folkrepubliken Donetsk och Folkrepubliken Lugansk som medlemmar. Dessa folkrepubliker anser sig ersätta de ukrainska oblasten Donetsk och Luhansk, sedan kontroversiella folkomröstningar tidigare under maj månad påståtts legitimera deras utropande. I maj 2015 meddelades att konfederationsprojektet avslutats.

## Översikt
Konfederationen av folkrepubliker var tänkt som en motpol till den ukrainska regeringen. Den var dels tänkt att ersätta de båda ukrainska oblasten längst i öster (Donetsk och Luhansk), dels utökas med andra intresserade oblast i det område som på 1800-talet ofta benämndes som Nya Ryssland (motsvarande östra och södra Ukraina).
Konfederationen kunde inte etablera sig annat än i Donetsk- och Luhansk-oblasten, och man mötte motstånd från Ukrainas militär. I praktiken rådde sedan sommaren 2014 ett inbördeskrig i de båda oblasten, och ett flöde av frivilliga aktivister och krigsmateriel från den ryska sidan av gränsen hade lett till ett ifrågasättande av Rysslands neutralitet i konflikten.
Många västliga bedömare anser att också rysk militär deltog i striderna. Natos dåvarande generalsekreterare Anders Fogh Rasmussen ansåg 2014 att Ryssland attackerade Ukraina. Också andra ansåg att Ryssland de facto var i krig med Ukraina (och är, även sedan den deklarerade statsbildningen upphört existera). Enligt flera uppskattningar fanns det i slutet av augusti 2014 över tusen ryska soldater i östra Ukraina. Separatisterna hävdade att det endast är frågan om frivilliga och Ryssland vägrar erkänna inblandning, men till exempel organisationen Ryska soldatmödrar uppskattar att tusentals soldater har skickats till Ukraina och konvojer med ryska militärfordon hade observerats köra över gränsen.
Konfederationen deklarerades den 22 maj 2014, och avtalen mellan ledarna för de ensidigt utropade folkrepublikerna skrevs under två dagar senare. Den 24 juni förklarade ledare från båda folkrepublikernas "parlament" den officiella sammansmältningen av deras författningar samt det formella skapandet av Nya Ryssland som en konfedererad "Union av Folkrepubliker".
Sedan det formella bildandet har Nya Ryssland endast verkat som ett övergripande namn för de båda folkrepublikerna. Namnet på någon president eller annan ledare för konfederationen har inte offentliggjorts, men folkrepublikerna samarbetar under namnet Nya Ryssland (ryska: Новороссия/Novorossija) och dess flagga i kampen mot Ukrainas armé och andra företrädare för Ukraina. 1 januari 2015 förklarade de ursprungliga ledarna för konfederationen att projektet inte existerade i praktiken, och 20 maj samma år meddelade de båda "folkrepublikerna" att konfederationsprojektet lagts ner. Talesmännen Oleg Tsarjov (tidigare ukrainsk parlamentsledamot) och Aleksandr Kofman (utrikesminister i Donetsk folkrepublik) hävdade att unionsprojektet misslyckades på grund av den ukrainska regeringens starka inflytande i städer som Odessa, Charkiv och Dnipropetrovsk.

## Historik

### Bakgrund
Nya Ryssland var namnet på ett ryskt territorium. Det skapades 1774 utifrån det tidigvarande Krimkhanatet, som annekterats av Ryssland efter det Rysk-turkiska kriget (1768–1774). Ryssar invandrade därefter i stor mängd till området och grundade städer som Odessa. 1918 inkorporerades regionen i det nybildade Ukrainska SSR. Efter Sovjetunionens kollaps 1991 började termen "Nya Ryssland" återigen användas av dem som ville se självständighet eller större självstyre för det här området.
I en intervju från 1994 uttalade sig ledaren för den separatistiska staten Transnistrien (del av Moldavien) i ämnet. Han sa att Transnistrien var "en omistlig del av den ryska statens södra regioner", inklusive Odessa, Krim och andra ukrainska oblast som tillsammans var del av "regionen Nya Ryssland". Flera ryska akademiker diskuterade 2003 idén om att – som ett svar på Ukrainas närmande till Nato – bryta ut södra Ukraina till en prorysk stat med namnet Nya Ryssland.
Termen kom snart att användas under 2013/2014 års motrörelse mot Euromajdan (känd som "Antimajdan"). Under samtalen i Genève om att lösa problemen med de accelererande oroligheterna i södra och östra Ukraina nämnde Rysslands president Vladimir Putin att området ursprungligen varit del av Nya Ryssland. Han antydde också att det nog hade varit ett misstag att "släppa" dem.

### Folkrepublikerna
Folkrepubliken Donetsk

Den officiella flaggan för Folkrepubliken Donetsk.

Folkrepubliken Donetsk (FrD; ryska: Донецкая народная республика/Donetskaja narodnaja respublika; ukrainska: Донецька народна республіка/Donetska narodna respublika) är en självutropad stat i östra Ukraina. Den delar gräns med Ukraina, Ryska federationen och den likaledes självutropade Folkrepubliken Lugansk. Folkrepubliken utropades den 7 april 2014 av ett antal aktivister som då ockuperade både den regionala centrala administrationsbyggnaden i Donetsk oblast och stadshuset i Donetsk. Ockupationerna av statliga administrationsbyggnader spred sig därefter till andra städer i regionen. Den självutnämnda nationens domvärjo sträckte sig till att börja med inte särskilt långt utanför de ockuperade administrationsbyggnaderna och beväpnade vägspärrarna, och den reella kontrollen utanför städer och samhällen var okänd.

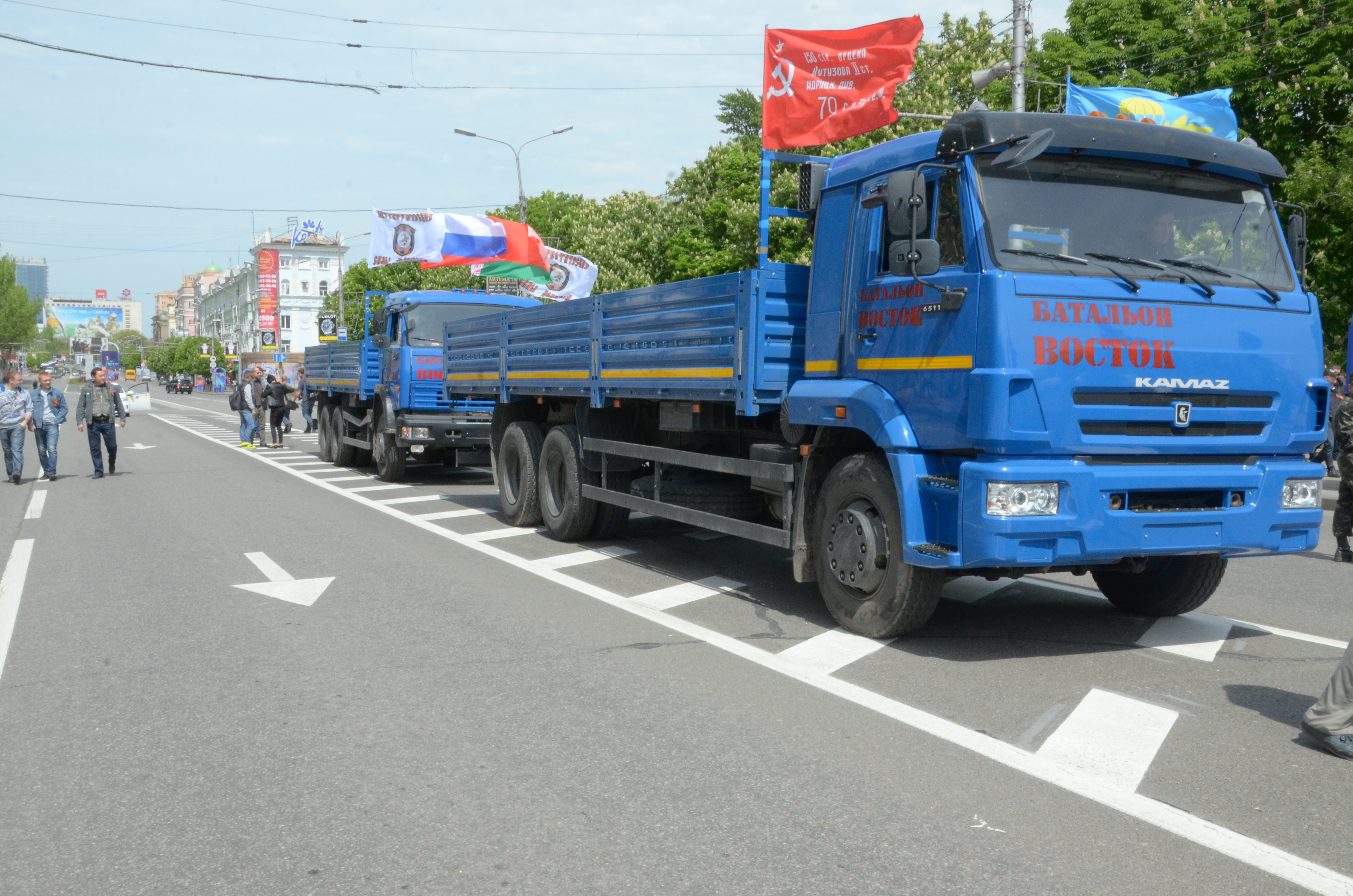
Lastbilar tillhörande den separatistiska Vostokbataljonen, i Donetsk 9 maj 2014.

Den självutnämnda statens ledarorganisation utgörs av en politisk gruppering som sedan 2007 varit förbjuden att verka i Ukraina. Sedan 16 maj 2014 har Ukraina klassificerat folkrepubliken i sin helhet som en terroristorganisation.
Den 15 april förannonserade interimsregeringen i Kiev en militär motoffensiv för att stävja de proryska militanterna. Den 17 april skedde en militär nedtrappning, i och med att Ryssland, USA och EU kom överens om en plan för att reda ut krisen i Ukraina. Representanter för Folkrepubliken Donetsk vägrade dock att gå med på avtalet, och man svor att fortsätta sina ockupationer fram till dess att man kommit kommit överens om en folkomröstning – eller att interimsregeringen i Kiev avgått.
Den 11 maj hölls ensidigt utlysta folkomröstningar i Donetsk och Luhansk oblast, där separatistledarna förklarade att man med stor majoritet gett sitt stöd för de båda folkrepublikerna. Den 24 maj undertecknade de båda separatistiska folkrepublikerna ett avtal som bekräftade deras inlemmande i en konfederation med namnet Federala staten Nya Ryssland.
Folkrepubliken Lugansk

Riksvapnet för Folkrepubliken Lugansk.

Folkrepubliken Lugansk (FrL; ryska: Луганская народная республика, Luganskaja narodnaja respublika) är en självutropad stat i östra Ukraina. Den gränsar till Ryska federationen, (likaledes självutropade) Folkrepubliken Donetsk och själv/övriga Ukraina. Efter att Euromajdan februari 2014 ledde till att Ukrainas president Viktor Janukovytj avsattes från sin post och ställdes inför riksrätt, tilltog de proryska protesterna i Ukraina. Det ledde 27 april till utropandet av Folkrepubliken Lugansk. Republikens myndigheter arrangerade 11 maj – tillsammans med motsvarande myndigheter i grannrepubliken Donetsk – en folkomröstning för att söka legitimt stöd för sin proklamation. Därefter förklarade man republiken självständig den 12 maj 2014. Tolv dagar senare, den 24 maj, slöt man ett unionsavtal med Folkrepubliken Donetsk för att därmed bilda den Federala staten Nya Ryssland.
Folkrepubliken Lugansk erkänns som land endast av Sydossetiska republiken, vilket själv endast erkänns av ett fåtal stater. Ukraina klassificerar folkrepubliken som en terroristorganisation.
Det huvudsakligen ukrainskspråkiga området norr om staden Luhansk har även fortsatt kontrollerats av Ukraina och lokala militära styrkor.

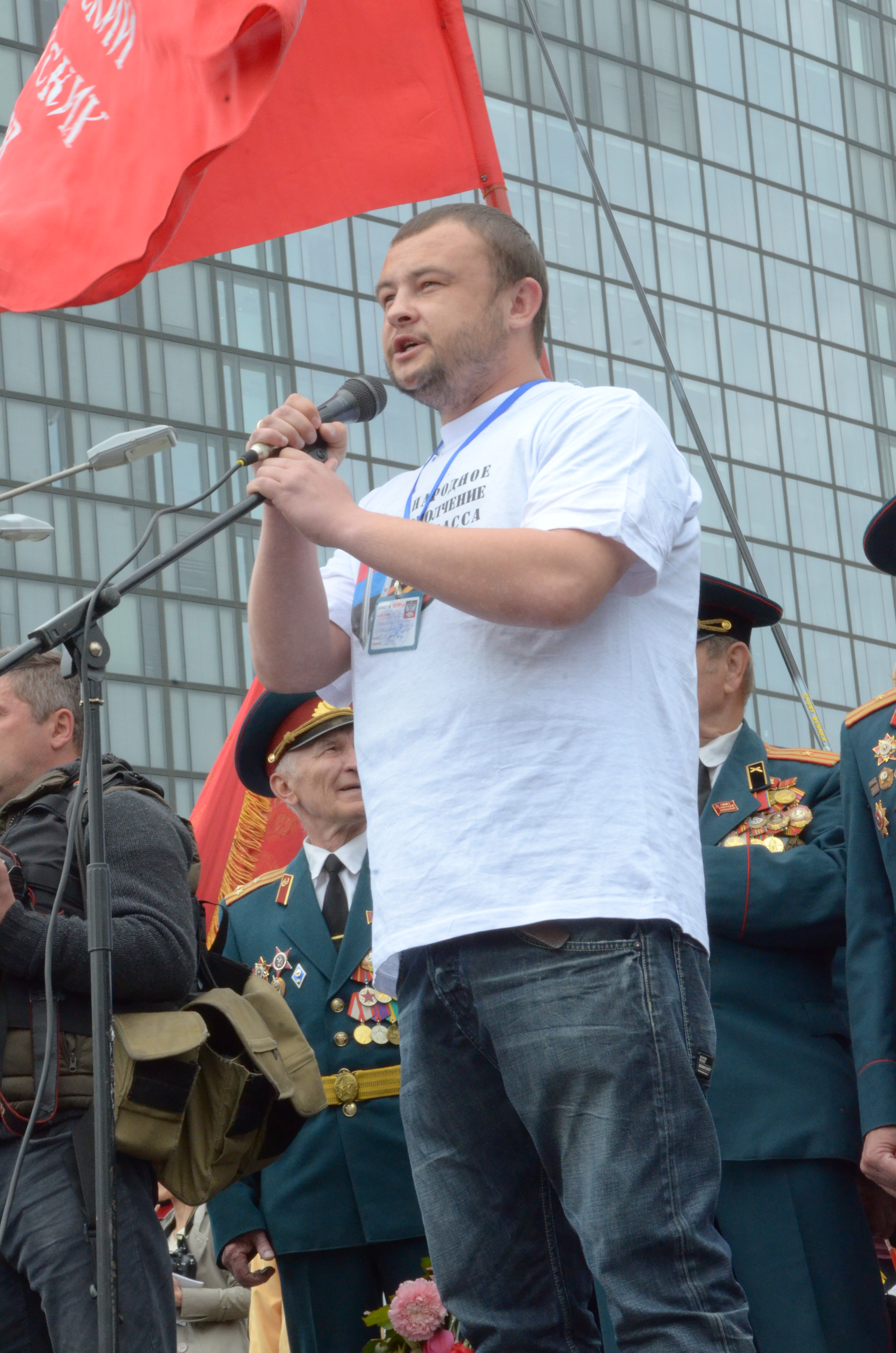
Donetskrepublikens "premiärminister" Aleksandr Borodaj (?), vid ett tal i Donetsk 9 maj 2014.

### Bildande
Det politiska partiet Nya Ryssland bildades 13 maj i Donetsk i östra Ukraina. På sin första partikongress den 22 maj utropade man bildandet av en ny stat med namnet Nya Ryssland ("Novorossija"), inspirerat av den historiska regionen med samma namn. Vid partikongressen närvarade bland annat Folkrepubliken Donetsks ledare Pavel Gubarev, delar av Donbass-områdets folkmilis, författaren Aleksandr Prochanov, den ryske partiledaren och statsvetaren Aleksandr Dugin. Enligt Dugin skulle staten ha sin huvudstad i Donetsk, rysk ortodox kristendom vara statsreligion och större industriföretag nationaliseras. Enligt Gubarev skulle staten också komma att inkludera Charkiv, Cherson, Dnipropetrovsk, Mykolajiv, Odessa och Zaporizjzja (alla städer som legat bortom separatisternas kontroll). Två dagar senare undertecknade Aleksandr Borodaj (den självutnämnde "premiärministern" i Folkrepubliken Donetsk) och Aleksej Korjakin ("ledaren" för Folkrepubliken Donetsk) bakom lyckta dörrar ett dokument som stadfäste folkrepublikernas inlemmande i den nya konfederationen.
Nya Rysslands status ifrågasattes den 26 maj, när man meddelade att "ingen av överenskommelserna har (ännu) realiserats", men målsättningen är att bilda en "Folkrepublikerans union". I en intervju den 31 maj uttalade sig Denis Pusjilin (statsöverhuvud för Folkrepubliken Donetsk) att Nya Ryssland för närvarande existerar som en union av folkrepubliker, men han sade också att samarbetet skulle komma att fördjupas om fler territorier senare anslöt sig.
Under juli månad publicerades i ryska medier ett manifest betitlat "Manifest från den nationella fronten för Ukrainas, Nya Rysslands och karpatiska Rysslands befrielse". Manifestet definierar målet med den separatistiska rörelsen som att "på Ukrainas territorium etablera en rättvis, social och nationell republik utan oligarker och korrupt byråkrati" och dess huvudfiender som "liberal-fascistiska makteliter". Nyckelordet för rörelsen är "nationen" och det huvudsakliga syftet med rörelsen "att försvara nationens intressen".

## Politik och ledning

### Politiska mål
Den nya statens styrelseskick och politiska mål presenteras nedan. De är hämtade från partiet Nya Rysslands officiella partiprogram, offentliggjort i Donetsk den 23 maj 2014 och publicerad på Internet samma dag.
Ekonomi
Marken och det som finns under marken, vattnet, floran och faunan, liksom även större industriella och finansiella tillgångar skapade av "folkets ansträngningar", allt detta tillhör det allmänna och kan inte vara i privat ägo. Större fastigheter, industriella och finansiella tillgångar kommer att vara statsägda. Var och en kommer att avlönas efter "nyttan av vars och ens bidrag till samhället".
Styre
Den högsta lagstiftande myndigheten i Nya Ryssland är "Folkets råd" (ryska: Народный совет, Narodnyj sovjet), sammansatt på grundval av nomineringar från folkrepresentanternas råd eller arbetsplatsråd. Representanterna kommer att få bära ansvar inför ledaren av Folkets råd, vald bland sina medlemmar.
Den exekutiva grenen av Nya Rysslands styre är ministerrådet, som sätts samman av dess ordförande och godkänns av Folkets råd.
Språk
De officiella statsspråken är ryska och ukrainska, och andra språk kan användas som kommunikationsmedel.
Militärmakt
Nya Rysslands väpnade styrkor består av Folkets självförsvarsstyrkor och Folkmilisen, vilka båda två är frivilliga och avlönade. Folkets råd förbehåller sig rätten att, om "läget så skulle kräva", begära mobilisering av reservister. Alla officerare måste svära trohetsed mot Nya Rysslands folk, och ett brott mot denna ed kommer att leda till ett "utomordentligt straff".
Religion
Allt andligt och religiöst lärande kommer att vara den ryska ortodoxa kyrkans ansvar. Staten tillåter religionsfrihet, utom i fall där denna skulle "förstöra samhällets grundvalar och den sociala harmonin".

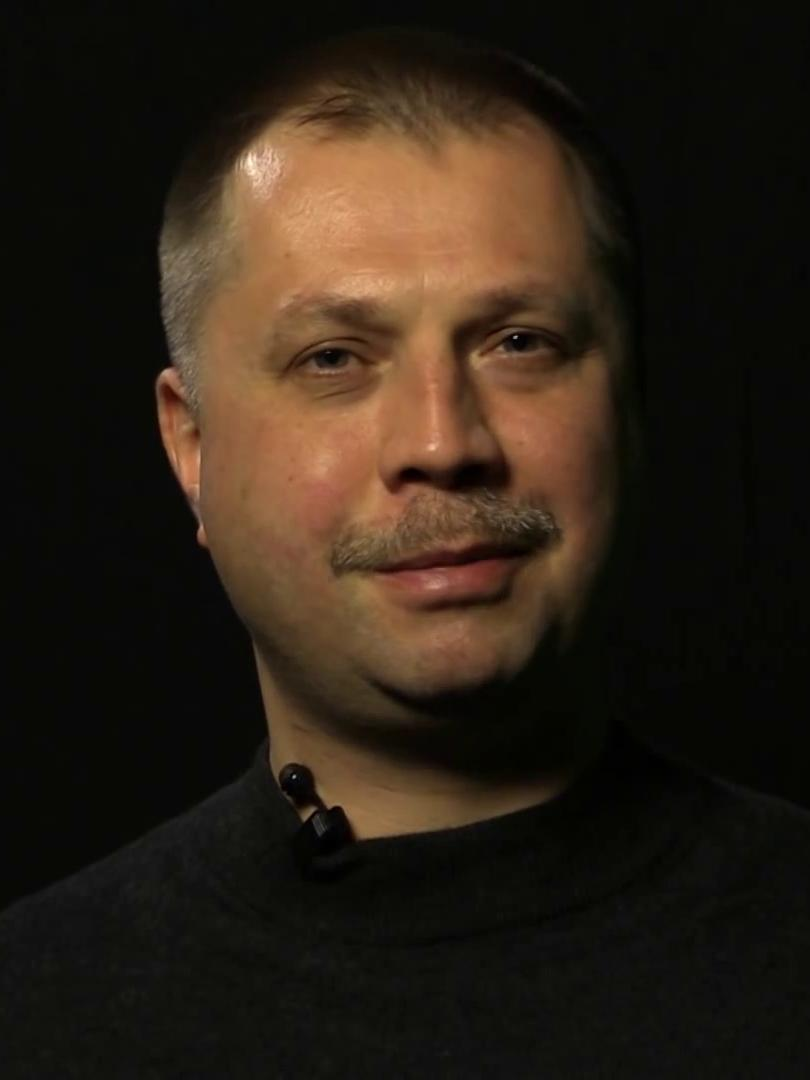
Aleksandr Borodaj, rysk medborgare och fram till 7 augusti 2014 "premiärminister" i Folkrepubliken Donetsk.

### Ledarskap i praktiken
Flera av de ledande politikerna i Nya Rysslands två delrepubliker är inte ukrainska medborgare utan ryska medborgare. Det gäller bland annat Aleksandr Borodaj (f.d. "premiärminister" i FrD, med ett förflutet i Ryska säkerhetstjänsten), Igor Girkin (Igor Strelkov) (f.d. försvarsminister i FrD, enligt vissa rapporter anlitad av ryska GRU) och Vladimir Antufejev (säkerhetschef i FrD). Antufejev insattes i början av juli 2014 på sin post, enligt vissa för att stävja de inre stridigheterna mellan FrD-aktivister, och han ersatte då den tidigare säkerhetschefen som var ukrainare. Antufejev har tidigare varit säkerhetsansvarig i den ryskkontrollerade utbrytarrepubliken Transnistrien, där han på 1990-talet samarbetade med Borodaj och Girkin. Enligt uppgifter var den ryska säkerhetstjänsten deras uppdragsgivare.
Igor Girkin var tidigt under 2014 delaktig i den ryskkontrollerade revolten i Krim som på tre veckor gick från gatudemonstrationer till Ryska federationens annektering av halvön. Aleksandr Borodaj tillbakavisar å sina sida alla anklagelser om att han skulle ha uppdragsgivare baserade i Ryska federationen. "Jag är en rysk medborgare, men jag är en privatperson. Så ni kan inte anklaga den ryska regeringen för att vara inblandad i händelseutvecklingen i Folkrepubliken Donetsk, bara för att jag är här." Däremot ville han inte (i samband med Malaysia Airlines Flight 17-haveriet) svara på frågan om han har inofficiella kontakter med ryska myndigheter.
28 juli 2014 reste Borodaj till Ryssland. Den 4 augusti återvände han till Donetsk. I en presskonferens i Donetsk tre dagar senare offentliggjorde Borodaj sin avgång som premiärminister i FrD. Hans ersättare på posten som premiärminister blev (hans nära vän) Aleksandr Zachartjenko, född i Donetsk. Borodaj sa också att han själv skulle ta rollen som Zachartjenkos vice premiärminister och att han trodde att en Moskvabo som han själv inte passade som ledare för Folkrepubliken Donetsk.

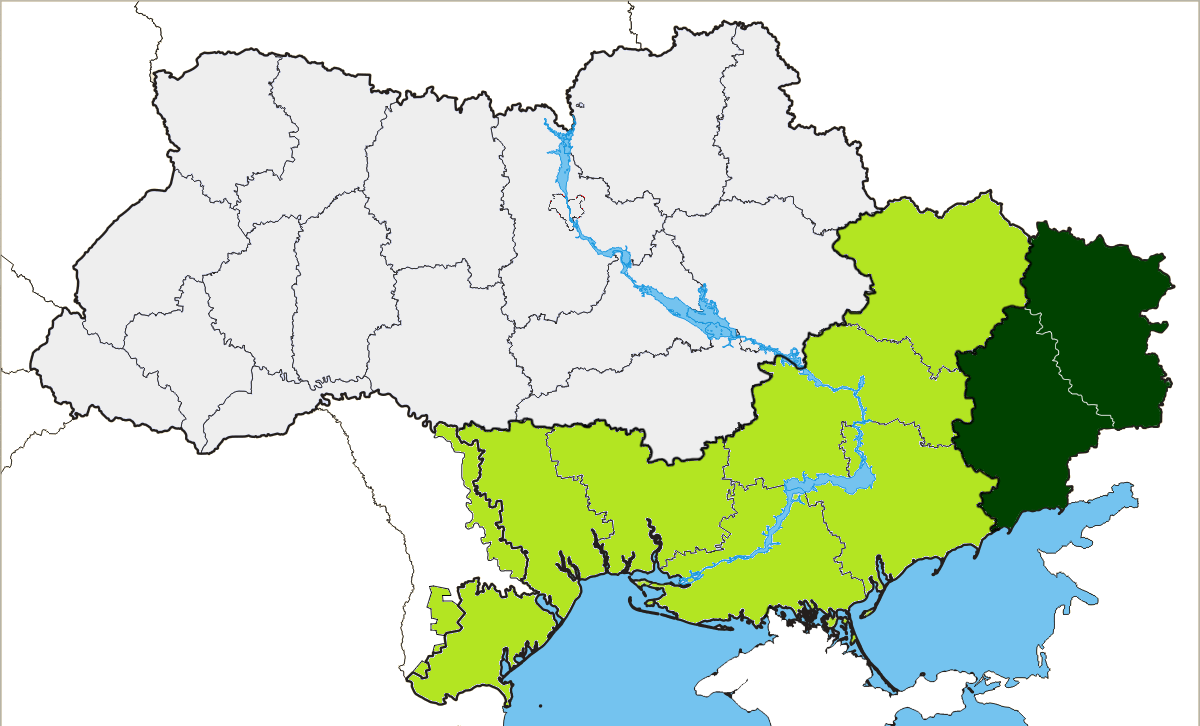
Donetsk och Luhansk (mörkgrönt) oblast och den maximala utsträckningen på de områden som Nya Ryssland gör anspråk på (ljusgrönt).

Territorium som kontrolleras av Nya Rysslands militära styrkor (rött/rosa). Tidigare kontrollerade områden i gult.

### Kritik
De ryska historikerna Aleksandr Skobov och Andrej Piontkovskij hävdade att Nya Ryssland i sin politika (nationalism och imperialism) är väldigt snarlik 1900-talets fascistiska rörelser. Den 28 juli blev Skorbov attackerad i Sankt Petersburg.

## Territoriell utsträckning
För närvarande (juli 2014) har endast de icke-erkända folkrepublikerna Donetsk och Lugansk anmält sig som deltagare i unionsprocessen. Enligt Donetskrepublikens ledare Pavel Gubarev kommer den planerade slutliga utsträckningen av staten att (förutom de två oblasten längst i öst) även inrymma oblasten i Charkiv, Cherson, Odessa, Mykolajiv, Zaporizjzja och Dnipropetrovsk, liksom den moldaviska utbrytarregionen Transnistrien.

Enligt "Manifest från den nationella fronten för Ukrainas, Nya Rysslands och karpatiska Rysslands befrielse" har man dock ytterligare mål med sin "Nya Ryssland-revolution". Revolutionen och fronten räknar "hela Ukraina" som sitt territorium. Manifestet gör en lite annorlunda tolkning av begreppet separatism och definierar Ukraina och regeringen i Kiev som separatister. Begreppet förklaras ytterligare i ett uttalande av Aleksandr Borodaj ("premiärminister" i FrD):
| ”                    | Den ryska världens gränser sträcker sig långt bortom gränserna för Ryska federationen. Jag förverkligar en historisk mission i den ryska nationens, Folkets, namn, som hålls samman av den ortodoxa kristendomen. Precis som i Kaukasus kämpar jag här i Ukraina mot separatismen, men den här gången är det inte en tjetjensk separatism utan en ukrainsk. Det existerar ett Ryssland, ett Storryssland, ett ryskt imperium. Och nu kämpar de ukrainska separatisterna i Kiev mot det ryska imperiet. | „ |
| – Aleksandr Borodaj, | |   |

## Internationellt erkännande
Den självutropade Federala staten Nya Ryssland är en föreslagen konfederation mellan Folkrepubliken Donetsk och Folkrepubliken Lugansk, vilka i sig är två internationellt icke-erkända utbrytarstater som hävdar sin självständighet från Ukraina.
Området räknas internationellt som en del av Ukraina. Det enda landet som hittills erkänt Nya Ryssland självständighet är Sydossetiska republiken, vilket självt endast erkänns av Ryssland, Venezuela, Nicaragua, Somalia och Nauru. Sydossetiska republiken erkände 18 juni 2014 folkrepubliken Luhansks självständighet och 27 juni den för folkrepubliken Donetsk.
Sydossetiska republiken är internationellt erkänd av sju stater, av vilka fyra är medlemmar av Förenta nationerna.

## Källhänvisningar
Den här artikeln är helt eller delvis baserad på material från engelskspråkiga Wikipedia, 25 juli 2014.
1. ↑  Nevéus, Ingmar (2014-06-12): "Splittringen bland separatister ökar". DN.se. Läst 27 juli 2014.
2. ↑  Aktuellt kl 21:00 den 2 november 2014.
3. ↑  International Committee of the Red Cross (2014-07-23). ”Ukraine: ICRC calls on all sides to respect international humanitarian law” (på engelska). Pressmeddelande.  Läst 26 juli 2014.
4. ↑  Brohult, Linus (2014-07-23): "Militärforskare: Troligt att separatister ligger bakom". Svt.se. Läst 4 augusti 2014.
5. ↑  ”Natos generalsekreterare: Ryskt anfall pågår”. Finska notisbyrån/Reuters/Hufvudstadsbladet. 4 september 2014. Arkiverad från originalet den 7 september 2014. https://web.archive.org/web/20140907094008/http://hbl.fi/nyheter/2014-09-04/651681/natos-generalsekreterare-ryskt-anfall-pagar. Läst 5 september 2014.
6. ↑  ”Forskare: Ukraina och Ryssland är i krig”. YLE. 30 augusti 2014. http://svenska.yle.fi/artikel/2014/08/30/forskare-ukraina-och-ryssland-ar-i-krig. Läst 5 september 2014.
7. 1 2  ”Ryska soldater i Ukraina”. YLE. 28 augusti 2014. http://svenska.yle.fi/artikel/2014/08/28/ryska-soldater-i-ukraina. Läst 5 september 2014.
8. ↑  Anna-Lena Laurén (3 september 2014). ”Ryska soldatmödrarna: ”Har aldrig sett något liknande””. Svenska Dagbladet. http://www.svd.se/nyheter/utrikes/4-sep-den-senaste-utvecklingen-i-ukraina_3885624.svd?sidan=4. Läst 5 september 2014.
9. ↑  Shaun Walker (15 augusti 2014). ”Aid convoy stops short of border as Russian military vehicles enter Ukraine”. The Guardian. http://www.theguardian.com/world/2014/aug/14/russian-military-vehicles-enter-ukraine-aid-convoy-stops-short-border. Läst 5 september 2014.
10. 1 2  Babiak, Mat (2014-05-22). ”Welcome to New Russia” (på engelska). Ukrainian Policy. Arkiverad från originalet den 8 juni 2014. https://web.archive.org/web/20140608053925/http://ukrainianpolicy.com/welcome-to-new-russia/. Läst 27 juli 2014.
11. 1 2  ”Donetsk, Lugansk People's Republics unite in Novorossiya” (på engelska). Rysslands röst. 2014-05-24. Arkiverad från originalet den 7 juni 2014. https://web.archive.org/web/20140607011548/http://voiceofrussia.com/news/2014_05_24/Donetsk-Lugansk-Peoples-Republics-unite-in-Novorossiya-1012/. Läst 27 juli 2014. Arkiverad 7 juni 2014 hämtat från the Wayback Machine. ”Arkiverade kopian”. Arkiverad från originalet den 7 juni 2014. https://web.archive.org/web/20140607011548/http://voiceofrussia.com/news/2014_05_24/Donetsk-Lugansk-Peoples-Republics-unite-in-Novorossiya-1012/. Läst 27 juli 2014.
12. ↑  Babiak, Mat (2014-06-24). ”Terrorist organizations declare New Russian "Union of People’s Republics"” (på engelska). Euromaidan Press. http://euromaidanpress.com/2014/06/24/terrorist-organizations-declare-new-russian-union-of-peoples-republics/. Läst 27 juli 2014.
13. ↑  "Russian-backed 'Novorossiya' breakaway movement collapses". Ukraine Today (2015-05-20)
"Проект «Новороссия» закрыт" ('Projekt "New Russia" är avslutat', Gazeta.ru, 2015-05-20. (ryska)
14. ↑  ”Ст. Донецко-Криворожская советская республика” (Большой энциклопедический словарь / Гл. ред. А. М. Прохоров. Изд. 2-е, перераб. и доп. — 2000). Arkiverad från originalet den 2012-11-30. https://www.webcitation.org/6CYUAmSFG?url=http://dic.academic.ru/dic.nsf/enc3p/122586.
15. 1 2 3  Kinstler, Linda (2014-04-07). ”Protesters in Eastern Ukraine Are Chanting "New Russia," an Old Term That's Back in Vogue”. The New Republic. Arkiverad från originalet den 19 april 2014. https://web.archive.org/web/20140419020255/http://www.newrepublic.com/article/117284/federalized-ukraine-could-mean-return-novorossiya. Läst 27 juli 2014.
16. ↑  Brzezinski, Zbigniew; Sullivan, Paige (1997). Russia and the Commonwealth of Independent States: Documents, Data, and Analysis. M.E. Sharpe. sid. 639. ISBN 1563246376. http://books.google.com/books?id=Vt5OLD3vp4UC|language=engelska
17. ↑  Gentleman, Amelia (2014-04-17). ”Putin asserts right to use force in east Ukraine” (på engelska). The Guardian. Arkiverad från originalet den 17 maj 2014. https://web.archive.org/web/20140517152737/http://www.theguardian.com/world/2014/apr/17/vladimir-putin-denies-russian-forces-eastern-ukraine-kiev. Läst 27 juli 2014.
18. ↑  Rachkevych, Mark (2014). ”Donetsk separatists hold oblast government headquarters” (på engelska). Kyiv Post (Donetsk). Arkiverad från originalet den 10 april 2014. https://web.archive.org/web/20140410232055/http://www.kyivpost.com/content/ukraine/pro-russian-separatists-dig-in-at-donetsk-government-342977.html. Läst 27 juli 2014.
19. ↑  ”Ukraine activists declare Donetsk sovereignty” (på engelska). Al Jazeera. 2014-04-07. Arkiverad från originalet den 11 april 2014. https://web.archive.org/web/20140411083536/http://www.aljazeera.com/news/europe/2014/04/protesters-seize-arms-ukrainian-city-20144772324155489.html. Läst 27 juli 2014.
20. ↑  ”Ukraine Push Against Rebels Grinds to Halt” (på engelska). The New York Times. 2014-04-17. http://www.nytimes.com/2014/04/17/world/europe/ukraine-crisis.html?hp&_r=0. Läst 27 juli 2014.
21. ↑  ”In Donetsk, several hundred protesters who had occupied a regional administration building declared a "People’s Republic of Donetsk"” (på engelska). The Washington Post. 2014-04-07. http://www.washingtonpost.com/world/europe/kiev-says-russia-provokes-trouble-in-eastern-ukraine-just-as-in-crimea/2014/04/07/8242ee71-465b-4113-91be-93f8bfa67ff1_story.html. Läst 27 juli 2014.
22. ↑  ”Ukraine: Pro-Russians storm offices in Donetsk, Luhansk, Kharkiv” (på engelska). Bbc.com. 6 april 2014. Arkiverad från originalet den 10 april 2014. https://web.archive.org/web/20140410204735/http://www.bbc.com/news/world-europe-26910210.
23. ↑  Rachkevych, Mark (2014-04-12). ”Armed pro-Russian extremists launch coordinated attacks in Donetsk Oblast, seize buildings and set up checkpoints” (på engelska). Kyiv Post. http://www.kyivpost.com/content/ukraine/armed-pro-russian-extremists-seize-police-stations-in-donetsks-slavyansk-shaktarysk-fail-to-take-donetsk-prosecutors-office-343195.html. Läst 27 juli 2014.
24. ↑  AP (2014-05-21). ”In Ukraine, Chaos Meets Self-Declared Independence” (på engelska). The New York Times. http://www.nytimes.com/aponline/2014/05/21/world/europe/ap-eu-ukraines-quiet-majority.html?ref=world&_r=0. Läst 27 juli 2014.
25. ↑  Recknagel, Charles (17 maj 2014). ”Gray Zone: Mariupol Sinks Into Power Vacuum” (på engelska). Radio Free Europe/Radio Liberty. Arkiverad från originalet den 17 maj 2014. https://web.archive.org/web/20140517171406/http://www.rferl.org/content/gray-zone-mariupol-sinks-into-power-vacuum/25388574.html. Läst 27 juli 2014.
26. 1 2  ”Ukraine's prosecutor general classifies self-declared Donetsk and Luhansk republics as terrorist organizations” (på engelska). Kyiv Post. 2014-05-16. http://www.kyivpost.com/content/ukraine/ukraines-prosecutor-general-classifies-self-declared-donetsk-and-luhansk-republics-as-terrorist-organizations-348212.html. Läst 27 juli 2014.
27. ↑  "Ukraine crisis: Deal to 'de-escalate' agreed in Geneva". Bbc.com, 2014-04-17. Läst 27 juli 2014. (engelska)
28. ↑  Michael R Gordon (2014-04-17). ”U.S. and Russia Agree on Pact to Defuse Ukraine Crisis” (på engelska). The New York Times. http://www.nytimes.com/2014/04/18/world/europe/ukraine-diplomacy.html?hp&_r=0.
29. ↑  ”Eastern Ukraine's Pro-Russian Activists Stand Fast” (på engelska). The Wall Street Journal. 2014-04-18. Arkiverad från originalet den 18 april 2014. https://web.archive.org/web/20140418162942/http://online.wsj.com/news/articles/SB10001424052702304626304579509100018004342. Läst 27 juli 2014.
30. ↑  ”Ukraine crisis: Russia backs results of Sunday's referendums in Donetsk and Luhansk” (på engelska). The Independent. 2014-05-12. Arkiverad från originalet den 13 maj 2014. https://web.archive.org/web/20140513082128/http://www.independent.co.uk/news/world/europe/ukraine-crisis-russia-backs-results-of-sundays-referendums-in-donetsk-and-luhansk-9354683.html. Läst 27 juli 2014.
31. ↑  ”'Luhansk Will Never Be The Same Again:' In Kyiv, A Blogger Reflects On His Native City”. Rferl.org. Läst 27 juli 2014. (engelska)
32. ↑  ”Donetsk announces creation of Novorossiya Party” (på engelska). Kyiv Post. 2014-05-13. Arkiverad från originalet den 22 maj 2014. https://web.archive.org/web/20140522142347/http://www.kyivpost.com/content/ukraine/donetsk-announces-creation-of-novorossiya-party-347670.html. Läst 27 juli 2014.
33. ↑  Young, Cathy (2014-05-21). ”Fascism Comes to Ukraine -- From Russia” (på engelska). Realclearpolitics.com. Arkiverad från originalet den 22 maj 2014. https://web.archive.org/web/20140522104933/http://www.realclearpolitics.com/articles/2014/05/21/fascism_comes_to_ukraine_--_from_russia_122700.html. Läst 26 maj 2014.
34. ↑  ”Состоялся учредительный съезд ОПД "Партия Новороссия"” (på ryska). Novorossiya. -05-22. Arkiverad från originalet den 22 maj 2014. https://web.archive.org/web/20140522232839/http://novorossia.su/node/1750. Läst 27 juli 2014. Arkiverad 22 maj 2014 hämtat från the Wayback Machine. ”Arkiverade kopian”. Arkiverad från originalet den 22 maj 2014. https://web.archive.org/web/20140522232839/http://novorossia.su/node/1750. Läst 27 juli 2014.
35. 1 2  ”У Донецьку створили партію "Новоросія"” (på ukrainska). Ukrajinska Pravda. 2014-05-23. http://www.pravda.com.ua/news/2014/05/23/7026209. Läst 27 juli 2014.
36. ↑  ”Ukraine crisis timeline” (på engelska). Bbc.co.uk. 2014-05-08. Arkiverad från originalet den 26 maj 2014. https://web.archive.org/web/20140526075056/http://www.bbc.co.uk/news/world-middle-east-26248275. Läst 27 juli 2014.
37. ↑  ”СМИ: Террористы из "ДНР" и "ЛНР" объединились” (på ryska). Unian.net. 2014-05-24. Arkiverad från originalet den 25 maj 2014. https://web.archive.org/web/20140525195812/http://www.unian.net/politics/921422-smi-terroristyi-iz-dnr-i-lnr-obyedinilis.html. Läst 27 juli 2014.
38. ↑  ”В.Болотов опроверг информацию об объединении ЛНР и ДНР в Новороссию” (på ryska). Ostro.org. 2014-05-26. Arkiverad från originalet den 20 juni 2014. https://web.archive.org/web/20140620004848/http://www.ostro.org/lugansk/politics/news/445579/. Läst 27 juli 2014.
39. ↑  ”Интервью Дениса Пушилина журналистам Washington Post 31 мая, 12:00 (video)” (på ryska). 2014-05-31. //www.youtube.com/watch?v=dzqinnDnwA4. Läst 27 juli 2014.
40. 1 2  ”МАНИФЕСТ "НАРОДНОГО ФРОНТА ОСВОБОЖДЕНИЯ УКРАИНЫ, НОВОРОССИИ И ПРИКАРПАТСКОЙ РУСИ"” (på ryska). Ekho Moskvy. 10 juli 2014. http://www.echo.msk.ru/doc/1357330-echo.html. Läst 27 juli 2014.
41. 1 2 3 4 5 6 7  ”ПРОГРАММА Общественно-политического движения "Партия НОВОРОССИЯ" (översättning: 'Program för den sociopolitiska rörelsen "Nya Rysslands parti".” (på ryska). Novorossija. 2014-05-23. Arkiverad från originalet den 24 maj 2014. https://web.archive.org/web/20140524061657/http://novorossia.su/node/1753. Läst 27 juli 2014. Arkiverad 24 maj 2014 hämtat från the Wayback Machine. ”Arkiverade kopian”. Arkiverad från originalet den 24 maj 2014. https://web.archive.org/web/20140524061657/http://novorossia.su/node/1753. Läst 27 juli 2014.
42. ↑  Gertz, Bill (2014-06-20): "Ukrainian Rebel Commander Identified As Russian GRU Military Intelligence Colonel". Freebeacon.com. Läst 1 augusti 2014. (engelska)
43. ↑  Shishkin, Philip/Alpert, Lukas I. (2014-07-10): "Pro-Russia Rebels Defiant as Ukraine Military Advances Toward Donetsk". Wsj.com. Läst 1 augusti 2014. (engelska)
44. ↑  Schindler, John (2014-07-20): "The Rebels Who Shot Down MH17 Are Tightly Controlled By Russia's Security Services". Businessinsider.com. Läst 1 augusti 2014. (engelska)
45. ↑  The Washington Post (2014-07-24): "Donetsk People's Republic leader Alexander Borodai has his own style". Scmp.com. Läst 1 augusti 2014. (engelska)
46. ↑  "Who is Alexander Yurevich Borodai?". Straitstimes.com, 2014-07-21. Läst 1 augusti 2014. (engelska)
47. ↑  http://www.bbc.com/news/world-europe-28546157
48. 1 2  (ukrainska) ”Boroday tired of "prime minister"”, Ukrajinska Pravda, 2014-08-07.(engelska)
49. 1 2  ”Arkiverade kopian”. Arkiverad från originalet den 16 oktober 2014. https://web.archive.org/web/20141016142942/http://rt.com/news/line/2014-08-07/. Läst 9 februari 2015.
50. ↑  (Boroday sa att han avgår som premiärminister för DNR). RIA Novosti, 2014-08-07. (ryska)
51. 1 2  Александр Скобов (21 juli 2014). ”Реконструкция ада” (på ryska). Grani.ru. http://grani.ru/opinion/skobov/m.231294.html. Läst 27 juli 2014.
52. ↑  Андрей Пионтковский (18 juli 2014). ”Июльские БУКи” (på ryska). Kasparov.info. http://www.kasparov.ru/material.php?id=53C8DE6037FB2. Läst 27 juli 2014.
53. ↑  ”Arkiverade kopian”. Arkiverad från originalet den 11 augusti 2014. https://web.archive.org/web/20140811092334/http://www.gazeta.spb.ru/1689725-0/. Läst 7 september 2014.
54. ↑  ”Брифинг Павла Губарева на съезде народных представителей регионов” (på ryska). Novorossiya. 2014-05-24. Arkiverad från originalet den 27 maj 2014. https://web.archive.org/web/20140527213152/http://novorossia.su/node/1794. Läst 27 juli 2014. Arkiverad 27 maj 2014 hämtat från the Wayback Machine. ”Arkiverade kopian”. Arkiverad från originalet den 27 maj 2014. https://web.archive.org/web/20140527213152/http://novorossia.su/node/1794. Läst 27 juli 2014.
55. ↑  Philip Shishikin (13 juli 2014). ”Russian's 'Imperial Dream' Faces Last Stand in Donetsk” (på engelska). WSJ. http://online.wsj.com/articles/russians-imperial-dream-faces-showdown-in-donetsk-1405296159. Läst 27 juli 2014.
56. ↑  ”Указ "О признании Луганской Народной Республики"” (på ryska). Sydossetiska republiken/Presidentruo.org. 18 juni 2014. http://presidentruo.org/?p=9168#more-9168. Läst 27 juli 2014.
57. ↑  "South Ossetia recognizes self-proclaimed Lugansk People's Republic". Arkiverad 26 december 2018 hämtat från the Wayback Machine. Voiceofrussia.com, 2014-06-17. Läst 27 juli 2014. (engelska)
58. ↑  "Lugansk launching negotiations to establish diplomatic relations with S Ossetia". Voiceofrussia.com, 2014-06-19. Läst 27 juli 2014. (engelska)
59. ↑  ”South Ossetia recognizes independence of Donetsk People’s Republic” (på engelska). ITAR-TASS. 2014-06-27. http://en.itar-tass.com/world/738110. Läst 27 juli 2014.
60. ↑  ”South Ossetia profile” (på engelska). Bbc.com. 17 oktober 2013. http://www.bbc.com/news/world-europe-18269210. Läst 27 juli 2014.